# سفارة إندونيسيا في أوكرانيا
سفارة إندونيسيا في أوكرانيا هي أرفع تمثيل دبلوماسي لدولة إندونيسيا لدى أوكرانيا. تقع السفارة في كييف وهي تهدف لتعزيز المصالح الإندونيسية في أوكرانيا.

## وصلات خارجية
- الموقع الرسمي
- قائمة سفارات إندونيسيا
- قائمة السفارات في أوكرانيا